# Cinéma à La Réunion
 (mars 2017).

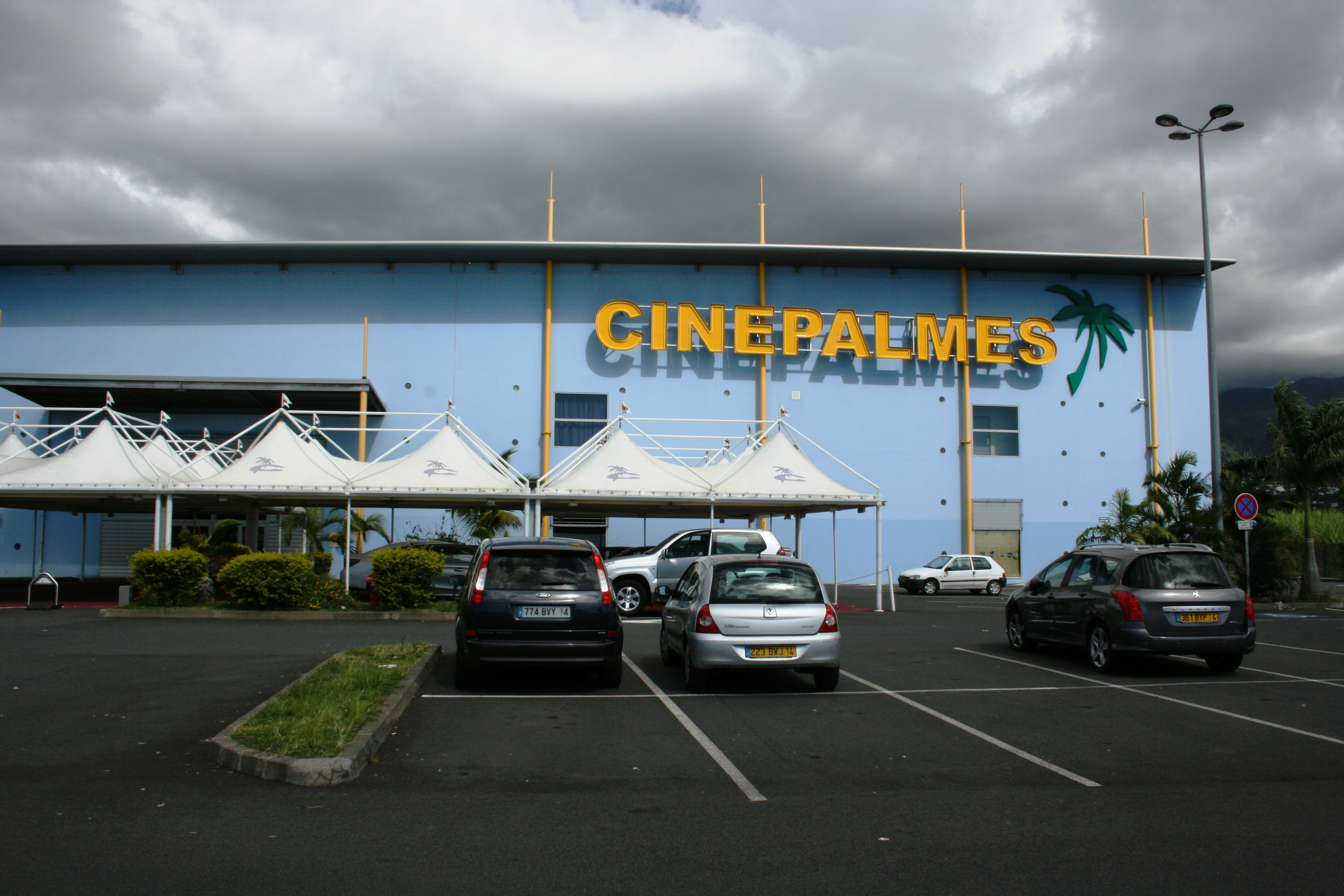
Le Ciné-Palmes à Sainte-Marie

Le cinéma à La Réunion, présent sur l'île depuis 1896, est marqué par son insularité et son éloignement géographique de la métropole. En l'absence du Centre national de la cinématographie (CNC), il s'est doté de réseaux de distribution et de diffusion spécifiques. Ses paysages ont d'abord servi de cadre naturel à de nombreuses productions du cinéma et de la télévision et les manifestations cinématographiques, telles que les festivals, s'y sont multipliées. La technologie numérique facilite désormais le développement des productions locales, dont la plupart reflètent les particularités d'une société multiculturelle et multilingue.

## Histoire
Le cinéma est apparu sur l’île de la Réunion le 18 décembre 1896 grâce au peintre François Cudenet. François Cudenet installe les premières projections des films des frères Lumière à Saint-Denis.
Le premier long-métrage réunionnais fut tourné en 1978 avec un financement de 70 000 francs. Le Moutardier est réalisé par Alexis Alatirseff.
En 1969, François Truffaut inspiré par le territoire et paysages réunionnais, réalise un long-métrage avec la présence de Catherine Deneuve et Jean-Paul Belmondo pour le film La Sirène du Mississipi.
Actuellement, la cinématographie locale s'agrandit grâce à l’utilisation du numérique, notamment, par la création du studio du développement d’animation Pipangaï en 1995.
La cinématographie réunionnaise regroupe principalement des courts-métrages et des documentaires. Les réalisateurs réunionnais mettent donc en avant la diversité culturelle de l’île de la Réunion.

## Financements
La Région Réunion, dans l'intérêt de l’audiovisuel, du cinéma et du multimédia, avec l'Agence Film Réunion,  contribue au développement des réalisations comme Adama sorti en 2014 ou plus récemment Zombillénium.
Pour la réalisation du long métrage Adama, la région Réunion a financé le projet à hauteur de 400 000 euros.
La Région Réunion donne une aide publique de 35 % du budget prévisionnel, avec pour objectifs que les réalisations devront attirer l’intérêt d’un diffuseur ou encore être nommées dans un festival pour les courts métrages.
De plus, la Région Réunion a aidé des réalisateurs locaux, tel que Dominique Barouch avec son œuvre À l'école des Gramounes, ou Requin Business, deux courts métrages d'une durée de 26 minutes.

## Films notables: Adama, Zamal Paradise
En 2014, Pipangaï Production réalise Adama, inspiré d'une histoire vraie. 
Adama, un adolescent de 12 ans vit dans un village isolé d’Afrique de l’Ouest en 1916. Au-delà des montagnes s'accroît le Monde des Souffles, là où règnent les Nassaras. Durant une nuit, Samba son frère aîné disparaît. Adama, affrontant l'interdit des anciens, décide de partir à sa recherche. Il entame alors, avec détermination la recherche de son frère, une quête qui va le mener au-delà des océans par delà les lignes ennemies...
Adama est réalisé par Simon Rouby d'après une idée de Julien Lilti. La réalisation a duré quatorze mois. L'acteur Oxmo Puccino a prêté sa voix à Djo.
En 2021, Zamal Paradise, de DKpit K Dick. Le film est sorti en salles, le jour du 20 décembre. Avec ses 2H36, Zamal Paradise est le plus long-métrage indépendant jamais réalisé à ce jour dans un outremer. À sa sortie en salle, Zamal Paradise devient le premier succès populaire du cinéma Réunionnais et reste à l'affiche plus de six mois sur l'île, au côté de blockbuster américain.

## Festivals de cinéma

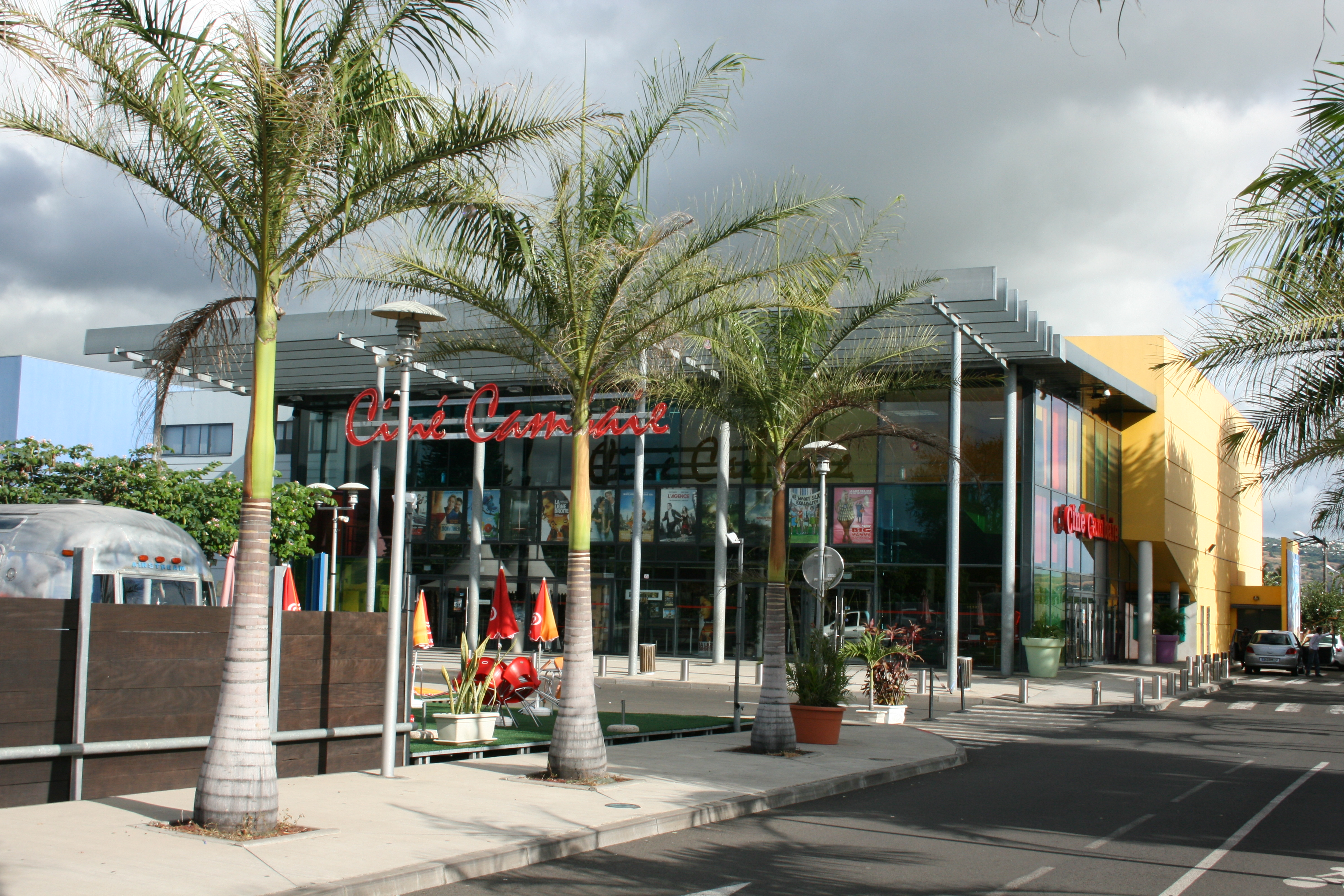
Le Ciné Cambaie à Saint-Paul

Il a existé un Festival du film de La Réunion, créé en 2005 présidé par Fabienne Redt. Le festival mettait en avant des premiers et seconds longs métrages de réalisateurs français. La 10ème et dernière édition a eu lieu en 2014 en partenariat principalement avec le TEAT Champ Fleuri (Saint-Denis) et la ville de Saint-Paul. 
Au Port se déroulait également le Festival international du film d'Afrique et des îles de La Réunion. 
Parmi les festivals de cinéma existants, il y a le Festival du film d'aventure de La Réunion (13 éditions) qui consiste à récompenser les films d'aventures.
A Saint-Philippe a lieu depuis 2010, le Festival Même pas peur, festival international du film fantastique de la Réunion.
A Saint-Pierre, deux festivals existent : Écran jeunes (25ème édition en 2019) et le Festival du Film Court de Saint-Pierre, dirigé par Armand Dauphin (3ème édition en 2019).